# Lokalpartiet Boa (Östhammars kommun)
Lokalpartiet BoA (tidigare Borgerligt Alternativ) är ett kommunalt politiskt parti i Östhammars kommun. Partiet driver frågor som bland annat landsbygdsfrågor, minskad byråkrati, och frågor om kommunens vattenförsörjning.

## Historik
BoA bildades inför kommunalvalet 2006 som ett utbrytarparti med före detta moderater, på initiativ av Sten Daxberg från Österbybruk samt Sune Berglund, Anders Höglund och Stig Andersson, samtliga från Alunda, som ville föra fram samhällena Alunda, Österbybruk och Gimo. Man menade att dessa orter hade kommit i skuggan av Östhammar. Daxberg har sedermera åter anslutit sig till Moderaterna. Partiets nuvarande ordförande och gruppledare är Lars O. Holmgren. Övriga företrädare är Ingemar Adén, Sune Berglund och Fredrik Jansson.

## Valresultat
| År   | Röster | %    | Mandat  |
| ---- | ------ | ---- | ------- |
| 2006 | 541    | 4,22 | 2 av 49 |
| 2010 | 641    | 4,70 | 2 av 49 |
| 2014 | 618    | 4,35 | 2 av 49 |
| 2018 | 841    | 5,70 | 3 av 49 |
| 2022 | 852    | 5,85 | 3 av 49 |